# شريف أباد (بن رود)
شريف أباد هي قرية في مقاطعة أصفهان، إيران. يقدر عدد سكانها بـ 457 نسمة بحسب إحصاء 2016.